# Eilicrinia anicularia
Eilicrinia anicularia là một loài bướm đêm trong họ Geometridae.